# دانشگاه علوم بحرین
دانشگاه علوم کاربردی (ASU، جامعة العلوم التطبیقیة) دانشگاهی در الاکیر، در جنوب منامه در پادشاهی بحرین است.ASU که در سال ۲۰۰۴ تأسیس شد، یکی از اولین دانشگاه‌های خصوصی در پادشاهی بحرین بود و در استان مرکزی، بین منامه و ریفا واقع شده‌است. این دانشگاه دو برنامه مهندسی بین‌المللی را از دانشگاه معتبر بریتانیا - دانشگاه ساوت بنک لندن (LSBU) ارائه می‌دهد.

## رنکینگ
براساس نظامِ رتبه‌بندی QS در سال ۲۰۲۲، این دانشگاه در رتبه ۶۰۰–۵۹۱ دانشگاه برتر دنیا قرار دارد و دومین دانشگاه برتر بحرین می‌باشد.
رتبه علمی بحرین در منطقه 19 ام و رتبه او در جهان 97 ام است.

## پردیس
دانشگاه در سپتامبر ۲۰۱۳ به پردیس جدید منتقل شد. پردیس جدید در مساحتی به مساحت ۲۴۴۰۰ متر مربع برای میزبانی ۶۳۰۰ دانشجو ساخته شده‌است. ساختمان اصلی دانشگاه دارای یک برج ساعت است.

## دانشکده‌ها
دانشکده‌های دانشگاه علوم بحرین عبارتند از:
- دانشکده علوم اداری
- دانشکده حقوق
- دانشکده هنر و علم
- دانشکده مهندسی